# М25 (Великобритания)
Автомагистраль М25 (англ. M25 motorway) — кольцевая автомобильная дорога длиной 188 км в Великобритании, расположенная вокруг Лондона.
Третья по длине кольцевая автодорога Европы, после берлинской длиной 196 км и центральной кольцевой автомобильной дорогой (ЦКАД) в Москве длиной 336,5 км. В 2003 году на автодороге вблизи аэропорта Хитроу в сутки было зафиксировано 196 тысяч автомобилей. Проходит почти полностью за чертой города, на землях «зелёного пояса» Лондона. Расстояние от центра города составляет от 20,1 до 31,4 км. Строительство велось с 1975 по 1986 год. Стоимость строительства составила около 1 млрд фунтов стерлингов. На востоке соединяется с дорогой A282, которая через Темзу проходит по мосту Королевы Елизаветы II.
Распространённое выражение «за пределами М25» означает за пределами Лондона. Закон о связи 2003 года определяет границы Лондона для своих целей в пределах М25. Опрос общественного мнения в 2004 году показал, что две трети респондентов назвали М25 естественной границей Большого Лондона.